# Heizkraftwerk Marzahn
Das Heizkraftwerk Marzahn (ehemals Heizkraftwerk Berlin-Lichtenberg) im Ostteil Berlins ist ein Heizkraftwerk (HKW) nach dem Prinzip der Kraft-Wärme-Kopplung (KWK). Es befindet sich nahe der Kreuzung Rhinstraße/Allee der Kosmonauten im Bezirk Marzahn-Hellersdorf an der Grenze zum Bezirk Lichtenberg.
Eigentümer und Betreiber ist die BEW Berliner Energie und Wärme GmbH.

## Das Kraftwerk zwischen 1970 und 1990
Das Heizkraftwerk (HKW) wurde ab 1970 in mehreren Baustufen vom damaligen Energiekombinat Berlin errichtet, um den Energiebedarf des schnell wachsenden umliegenden Wohngebiets sicherzustellen und die Versorgung mit Fernwärme zu gewährleisten. Da das Gebiet zu dieser Zeit bis zur Bezirksreform 2001 noch zum Stadtbezirk Lichtenberg gehörte, wurde das Kraftwerk nach ihm benannt. Erst im Jahr 2012 wurde das Kraftwerk von HKW Lichtenberg in HKW Marzahn umbenannt.
In der ersten Bauphase errichtete man einen mit Öl befeuerten Kessel und einen Turbosatz mit einer Entnahme-Kondensationsturbine und einer elektrischen Leistung von 32 MW. 1974 begann der Bau einer Müllverbrennungsanlage (MVA) mit einer Kapazität von 80.000 Tonnen Hausmüll jährlich. Sie war die erste der DDR und blieb bis zu deren Ende auch die einzige. Von der MVA führte eine Dampfleitung zum bestehenden Kraftwerk. Ein zweiter Turbosatz, ebenfalls mit 32 MW, wurde im gleichen Zeitraum im HKW installiert. Daneben gibt es noch weitere Heißwassererzeuger, so dass sich die gesamte thermische Leistung des Kraftwerks nach Abschluss des Ausbaus auf 1.255 MW belief und darauf bezogen das leistungsstärkste Kraftwerk in Berlin war.
Da die DDR beim Bau des Kraftwerks bzw. der Müllverbrennungsanlage nicht über leistungsfähige Filtertechnik verfügte, wurden die praktisch ungefilterten Verbrennungsgase über einen 169 Meter hohen Schornstein abgeleitet, um sie so weiträumig zu verteilen. Ein zweiter gleich hoher Schornstein leitete die Rauchgase von sechs Heißwassererzeugern ab.

## Entwicklung nach der Wende

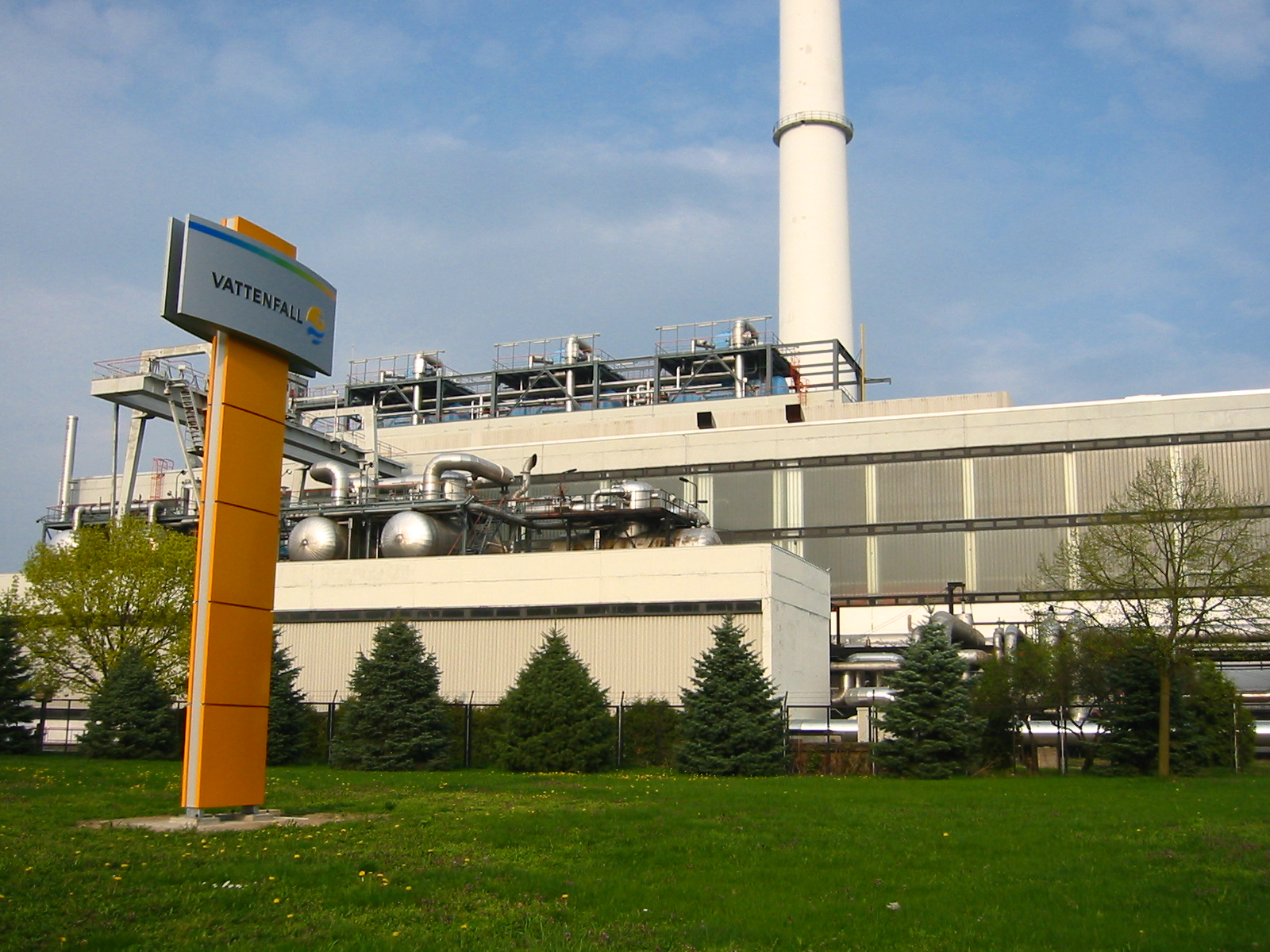
Vattenfall-Schild vor dem Kraftwerk, dahinter das nördliche Maschinenhaus

Umweltgruppen und die in der Umgebung wohnende Bevölkerung kritisierten diesen Zustand vor allem seit der Wende. Insbesondere wurde der nicht widerlegte Verdacht geäußert, dass hier größere Mengen Dioxine freigesetzt werden. Dies führte 1990 zum Entschluss, die Müllverbrennungsanlage stillzulegen.
Mit dem Zusammenschluss der aus dem Energiekombinat Berlin hervorgegangenen EBAG und der Bewag (seit 1998 Vattenfall Europe Berlin) im Jahr 1993 wurde das Kraftwerk in das nunmehrige Gesamtberliner Strom- und Wärmenetz integriert. Es bildet einen Teil des Geschäftsbereichs Kraftwerke Ost.
Im Jahr 2004 wurde der im HKW angeschlossene Turbosatz 1 demontiert und nach Indien verkauft, wo er im dortigen Bundesstaat Chhattisgarh wieder zum Einsatz kam. Nachdem 2011 auch der zweite Turbosatz nach Indien verkauft wurde, sind nur noch die mit Gas befeuerten Heißwassererzeuger der 3. und 4. Baustufe in Betrieb.

## Neubau

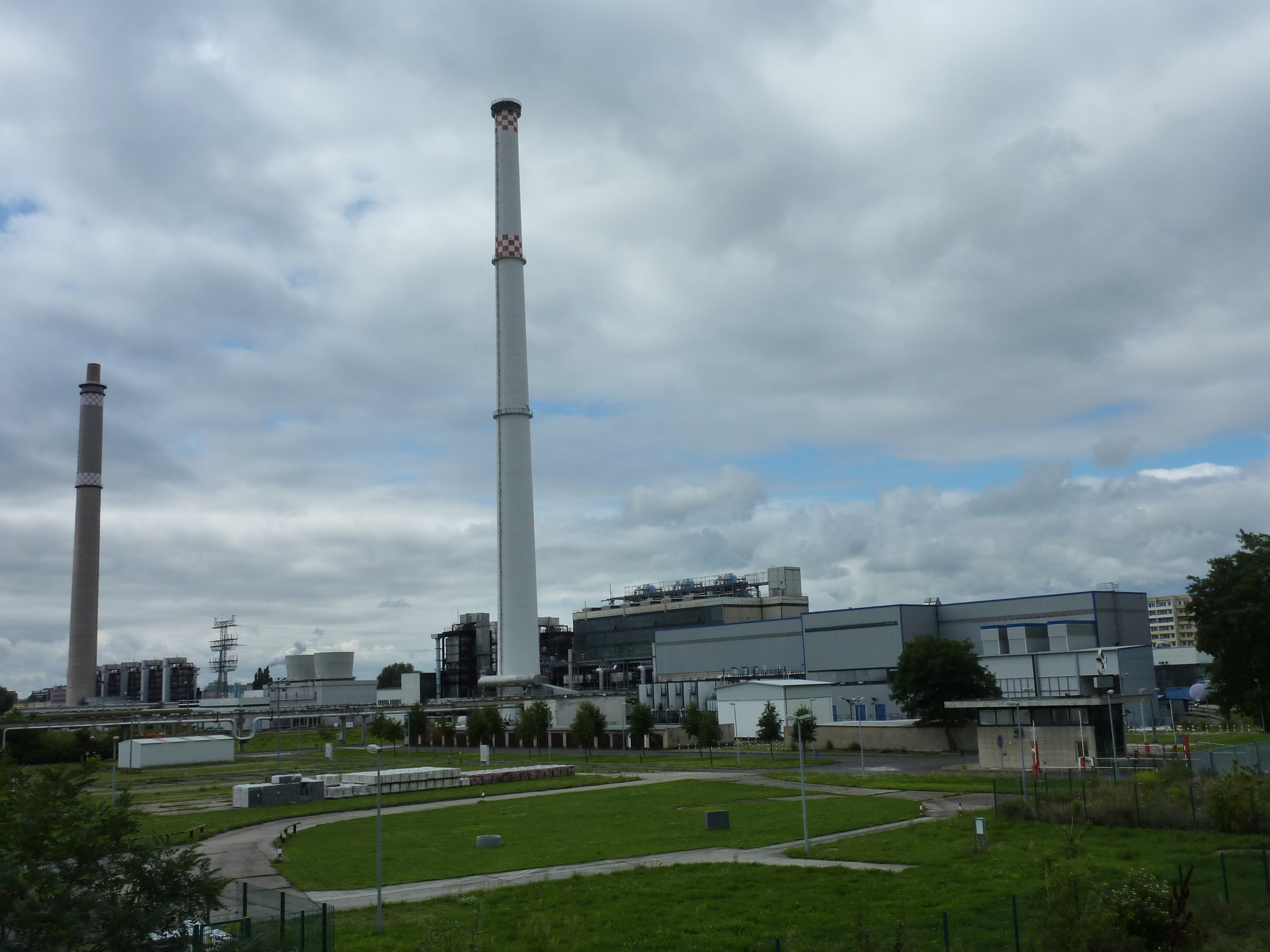
Gebäudebestand 2012

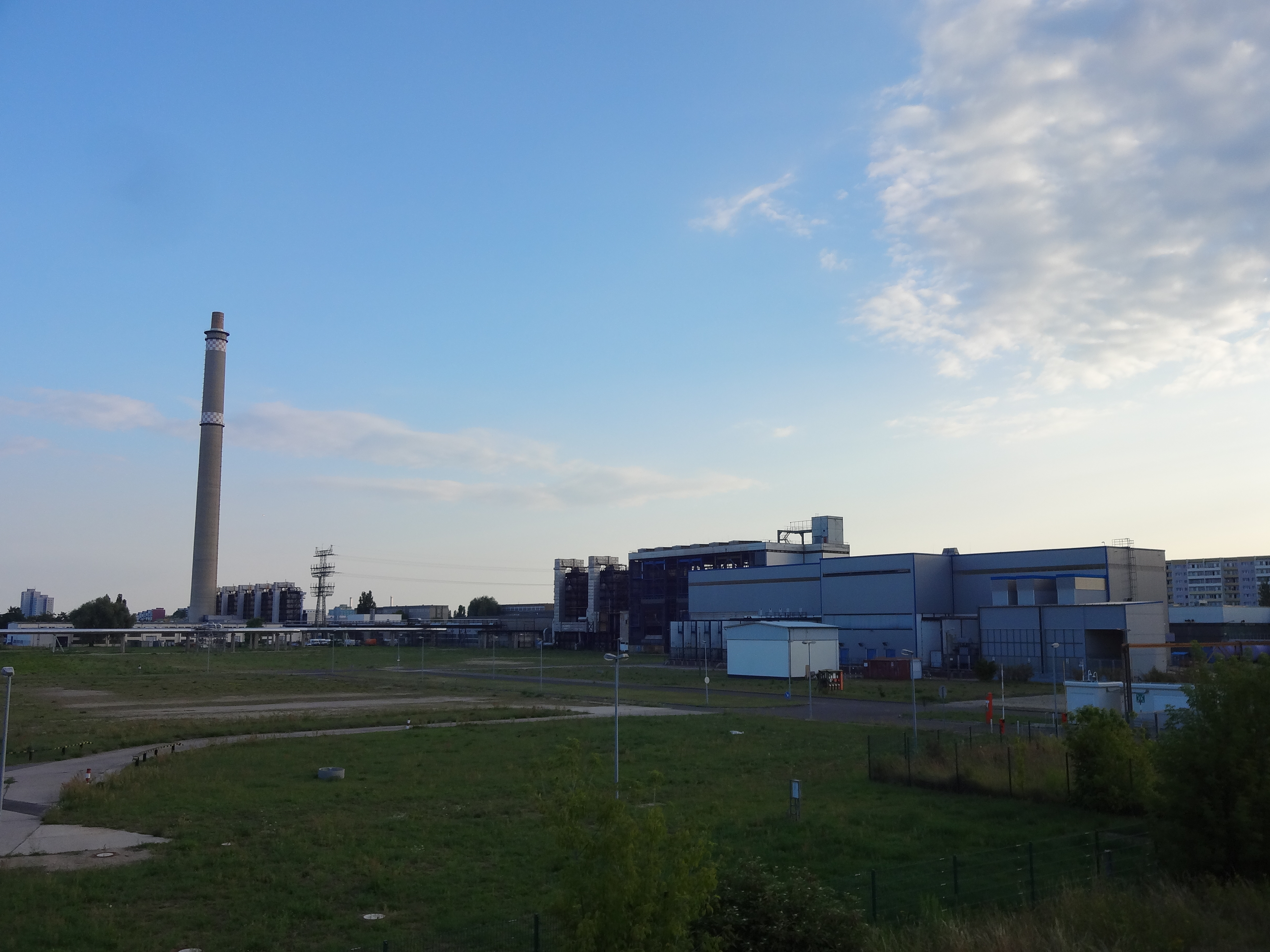
Gleiche Ansicht 2014

Im März 2012 begann die erste Phase des 325 Millionen Euro teuren Neubaus mit dem Rückbau der Anlagenteile – einschließlich des nördlichen Schornsteins – und der Nebengebäude des mehr als 40 Jahre alten Kraftwerks. Nur sechs der neun großen Heißwassererzeuger blieben dabei stehen und wurden in das neue Kraftwerk integriert.
Für die Gestaltung der neuen Kraftwerksanlage ging das Architekturbüro  h4a Gessert + Randecker aus einem europaweiten Ausschreibungsverfahren als Sieger hervor. Vattenfall eröffnete aus Anlass der Projektvorstellung im November 2013 im Haus Rhinstraße 70 ein Besucherzentrum. Anwohner und Interessierte waren eingeladen, sich die Kraftwerksplanungen anzuschauen und konnten sich auch später dort über den Baufortschritt informieren. Das Bauprojekt sollte 2014 öffentlich ausgeschrieben werden, mit dem Ziel des Baubeginns 2015 und der Inbetriebnahme im Jahr 2018, dieser Zeitplan wurde jedoch nicht eingehalten. Im Dezember 2015 erhielt Siemens den Zuschlag zum Bau.
Der Neubau begann am 9. Juni 2017, der Grundstein der neuen Erzeugungsanlage wurde im Oktober desselben Jahres gelegt. Im Juni 2020 konnte das neue Heizkraftwerk schließlich in Betrieb genommen werden. Mit der Inbetriebnahme spart die Vattenfall Wärme Berlin AG nach eigenen Angaben 7 Mio. Tonnen CO2-Emissionen pro Jahr. Damit erfüllt das Unternehmen den „letzten Baustein“ seiner 2009 mit dem Land Berlin getroffenen Klimaschutzvereinbarung. Die neue Anlage ist ein GuD-Kraftwerk mit Kraft-Wärme-Kopplung. Es hat eine thermische Leistung von 924 MW sowie eine elektrische Leistung von 264 MW und versorgt circa 150.000 Wohneinheiten. Gemeinsam mit dem Heizkraftwerk Klingenberg liefert es darüber hinaus Wärme für insgesamt 450.000 Haushalte im Osten Berlins. Der Betreiber gibt an, dass bis zu 90 % der im Erdgas enthaltenen Energie in nutzbare Energie (Wärmeenergie und elektrische Energie) umgewandelt werden können. Die Siemens-Gasturbine vom Typ SGT5-2000E hat ein Gewicht von 200 Tonnen, ist zehn Meter lang und arbeitet mit 3000/min Betriebsdrehzahl. Mit der neuen Erzeugungsanlage ging zusätzlich ein weiterer Netzknoten des Berliner Stromnetzes in Betrieb. Die Schaltanlage verteilt unter anderem den im Kraftwerk erzeugten Strom nach Bedarf auf das Netzgebiet.